# カメリアヒルズカントリークラブ
カメリアヒルズカントリークラブは、千葉県袖ケ浦市に所在するゴルフコース。

## 概要
- 1990年（平成2年）11月15日開場。
- 本コースは大規模リゾート開発企業として知られる藤田観光により開発・建設が進められたもので、藤田観光の傘下企業である藤田リゾート開発がコース運営を担当している[1]。
- レイアウトは、藤田観光の中核観光施設として名高い椿山荘（東京都文京区）をイメージしたとされる[1]。

- また、本コースでは2012年から日本女子プロゴルフ協会(JLPGA)公式ツアー大会『アース・モンダミンカップ』が毎年開催されており、全国的にもゴルフファンを中心に広く名が知られている[2]。

## コースの特徴
北総台地の緩やかな丘陵地に設えられたコースだが、傾斜はさほどきつくなくアップダウンもそれほど感じない.。
本コース設計者の安田幸吉が「どんな技量のプレーヤーでも楽しめるコース」をコンセプトに造成に取り組んだだけに、広々としたフェアウェイと大きめのグリーンが設えられているが、一方でフェアウェイには微妙なアンジュレーションがあり、また随所にバンカーや樹木が配置され、低難易度に見えても慎重な攻略なくして好スコアは望めないというコースとなっている。
本コースで開催されているアース・モンダミンカップでは毎年、ラフの芝を長くしたり、グリーンを硬くするなどアメリカ合衆国メジャー大会を意識したセッティングを行うことで知られる。特に北総台地は強風に見舞われることが多い地域でもあり、2022年大会では最大瞬間風速20m/sを観測する風が吹き荒れる中での競技となってメルセデスポイントランキング上位の有力選手が軒並みスコアを崩し、優勝したのは風の試合を得意にする木村彩子であったなど、歴戦のプロたちも一筋縄ではいかないコースとしても名高い。

## 交通アクセス
- JR東日本内房線・木更津駅よりバスにて約20分。
『アース・モンダミンカップ』開催時には木更津駅東口より無料送迎バスが運行される。